# Perodicticinae
Sous-famille
Les Perodicticinae sont une sous-famille de primates strepsirrhiniens, qui regroupe les angwantibos et les pottos. Ce sont des mammifères africains qui forment avec les loris asiatiques la famille des Lorisidae.

## Liste des genres et des espèces
D'après l'ouvrage Handbook of the Mammals of the World en 2013, les Perodicticinae comprennent cinq espèces réparties en deux genres :
- genre Perodicticus Bennett, 1831 — les pottos
  - Perodicticus potto (Müller, 1766) — Potto de Bosman
  - Perodicticus edwardsi Bouvier, 1879
  - Perodicticus ibeanus Thomas, 1910
- genre Arctocebus Gray, 1863 — les angwantibos
  - Arctocebus calabarensis (J. A. Smith, 1860) — Angwantibo du Nord
  - Arctocebus aureus de Winton, 1902 — Angwantibo du Sud

L'existence d'un troisième genre (Pseudopotto) a été proposée en 1996 à partir de deux squelettes, précédemment identifiés comme Perodicticus, en raison de leurs caractéristiques morphologiques très différentes. La place de ce « Faux Potto » fait débat, mais il semblerait qu'une meilleure compréhension des variations au sein des pottos soit nécessaire avant de cautionner la création d'un nouveau genre.